# Vito Angiuli
Vito Angiuli (* 6. srpna 1952 Sannicandro di Bari) je italský římskokatolický duchovní a biskup Ugenta-Santa Maria di Leuca.

## Život
Narodil se 6. srpna 1952 v Sannicandro di Bari.
Vstoupil do kněžského semináře a po teologickém studiu byl 23. dubna 1977 arcibiskupem Anastasiem Albertem Ballestrerem vysvěcen na kněze a inkardinován do arcidiecéze Bari-Bitonto. Později získal na Papežské univerzitě Gregoriana licenciát z teologie a na Univerzitě Bari licenciát z filozofie. Stal se farním vikářem v rodné obci.
Vyučoval v kněžském semináři a v Papežském regionálním semináři Apulie v Molfettě vykonával následující funkce: vice-rektor, animátor, spirituál a vedoucím pěveckého sboru. V rámci diecézní správy zastával úřad vedoucího pastoračního úřadu, vedoucího katechetického úřadu, biskupského vikáře pro pastoraci a pro evangelizaci. Byl pro-generálním vikářem arcidiecéze a profesorem teologie několika akademických institucí. Dne 5. března 2000 mu byl udělen titul apoštolského protonotáře supernumero.
Dne 2. října 2010 jej papež Benedikt XVI. jmenoval biskupem diecéze Ugento-Santa Maria di Leuca. Biskupské svěcení přijal 4. prosince z rukou arcibiskupa Francesca Cacucciho a spolusvětiteli byli arcibiskup Benigno Luigi Papa a arcibiskup Domenico Umberto D'Ambrosio.